# Edenbridge (band)
Edenbridge är ett österrikiskt symphonic metal-band, bildat 1998.

## Historik
Edenbridge bildades av gitarr- och keyboardisten Arne Stockhammer, basisten Kurt Bednarsky och sångerskan Sabine Edelsbacher. Banduppställningen blev komplett då trumslagaren Roland Navrati anslöt sig. Bandet började spela in material 1999 och skrev kontrakt med skivbolaget Massacre Records samma år. Debutalbumet Sunrise In Eden släpptes hösten 2000. 
Ytterligare en medlem anslöt sig, gitarristen Georg Edelmann, i februari 2000 men hans tid i bandet varade bara ett år. Hans ersättare blev Andreas Eiblar, som medverkade i bandets andra album Arcana. Under pågående turné 2002 lämnade basisten, tillika en av grundarna, Kurt Bednarsky bandet. I november samma år släppte bandet albumet Aphelion.  2004 släppte bandet sitt första livealbum betitlat A Livetime In Eden, följt av det fjärde studioalbumet; Shrine i oktober. Samtidigt fann bandet den nya basisten, Frank Bindig. I december 2004 valde gitarristen Andreas Eibler att lämna bandet och ersattes av Martin Mayr. 
Bandets femte studioalbum, The Grand Design, släpptes den 19 maj 2006 och innehåller Japan-singeln For Your Eyes Only som är en cover på titellåten till James Bond-filmen Ur dödlig synvinkel. Edenbridge ligger numera under skivbolaget Napalm Records.

## Medlemmar

### Nuvarande medlemmar
- Sabine Edelsbacher – sång (1998– )
- Arne "Lanvall" Stockhammer – gitarr, keyboard (1998– )
- Dominik Sebastian – gitarr (2009– )
- Johannes Jungreithmeier – trummor (2016– )
- Stefan Gimpl – basgitarr (2017– )

### Tidigare medlemmar
- Kurt Bednarsky – basgitarr (1998–2002)
- Roland Navratil – trummor (1998–2007)
- Georg Edelmann – gitarr (2000–2001)
- Andreas Eibler – gitarr (2001–2004)
- Frank Bindig – basgitarr (2004–2008)
- Martin Mayr – gitarr (2005–2006)
- Sebastian Lanser – trummor (2007)
- Max Pointner – trummor (2007–2016)
- Robert Schoenleitner – gitarr (2007)
- Simon Holzknecht – basgitarr (2009)
- Wolfgang Rothbauer – basgitarr (2013–2016)

### Turnerande medlemmar
- Andreas Oberhauser – basgitarr (2002)
- Mike Koren – basgitarr (2003)
- Dominik Sebastian – gitarr (2008)

## Diskografi

### Studioalbum
- 2000 – Sunrise In Eden
- 2001 – Arcana
- 2002 – Aphelion
- 2004 – Shine
- 2006 – The Grand Design
- 2008 – MyEarthDream
- 2010 – Solitaire
- 2013 – The Bonding
- 2017 – The Great Momentum
- 2019 – Dynamind

### Livealbum
- 2004 – A Livetime in Eden
- 2009 – LiveEarthDream
- 2017 – Live Momentum

### Singlar
- 2004 – "Shine"
- 2006 – "For Your Eyes Only"
- 2016 – "Shiantara"
- 2017 – "The Moment Is Now"
- 2019 – "Live and Let Go"
- 2019 – "On the Other Side"

### Samlingsalbum
- 2007 – The Chronicles of Eden
- 2014 – Аll the Best
- 2018 – 5 Original Albums in 1 Box

### Video
- 2015 – A Decade and a Half... The History So Far (6DVD box)